# Jonathan Alejandro Sánchez
Jonathan Sánchez (sinh ngày 13 tháng 3 năm 1994) là một cầu thủ bóng đá người México hiện tại thi đấu cho Alebrijes de Oaxaca theo dạng cho mượn từ Club America.